# Teillé (Sarthe)
Teillé ist eine französische Gemeinde mit 521 Einwohnern (Stand: 1. Januar 2022) im Département Sarthe in der Region Pays de la Loire. Sie gehört zum Arrondissement Le Mans und zum Kanton Bonnétable. Die Einwohner werden Teillois bzw. Teilléens genannt.

## Geographie
Teillé liegt an der Sarthe, etwa 19 Kilometer nördlich von Le Mans. Der Orne Saosnoise begrenzt die Gemeinde im Südosten. Umgeben wird Teillé von den Nachbargemeinden Maresché im Norden und Nordwesten, Lucé-sous-Ballon im Nordosten, Ballon im Osten, Montbizot im Süden, Saint-Jean-d’Assé im Westen und Südwesten, Saint-Marceau im Westen.
Durch die Gemeinde führt die Autoroute A28.

## Bevölkerungsentwicklung
| Jahr                       | 1962 | 1968 | 1975 | 1982 | 1990 | 1999 | 2006 | 2012 | 2018 |
| Einwohner                  | 576  | 523  | 449  | 430  | 421  | 476  | 516  | 511  | 478  |
| Quellen: Cassini und INSEE |      |      |      |      |      |      |      |      |      |

## Sehenswürdigkeiten
- Kirche Saint-Martin
- Schloss Boisclaireau